# تيكمو إن بي آيه باسكتبول
تيكمو إن بي آيه باسكتبول (بالإنجليزية: Tecmo NBA Basketball)‏, هي لعبة فيديو من تطوير ستوديو اسكلوبتريد بيكشرز الأمريكية، ومن نشر تيكمو اليابانية، بحيث أن هذه اللعبة وزعت حصراً في الولايات المتحدة الأمريكية سنة 1992.

## المواقع الخارجية
- Tecmo NBA Basketball.